# 사트야

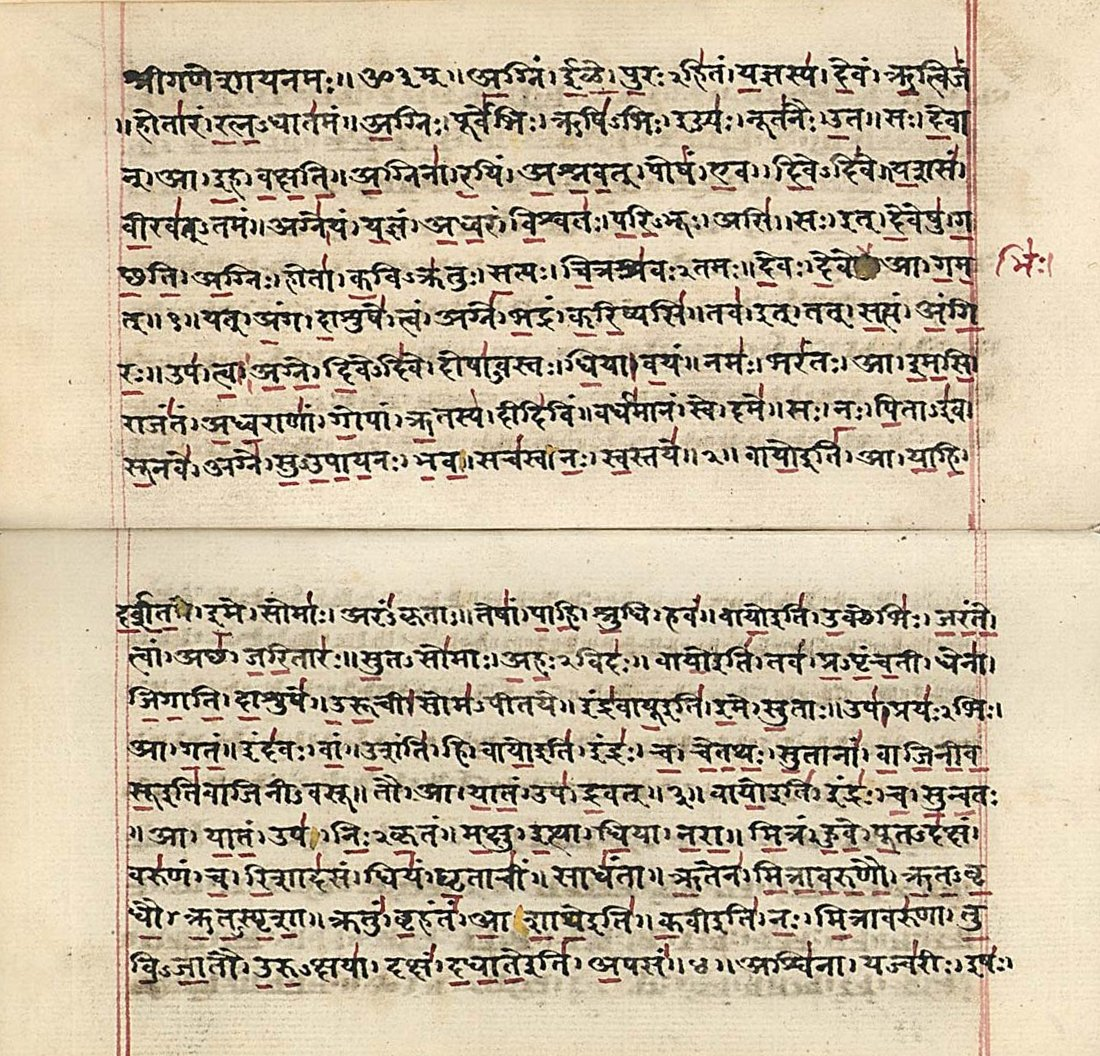
사트야는 인도계 종교에서 중요한 개념이자 미덕이다. 기원전 2000년경 성립된 것으로 추정되는 리그베다는 사트바에 대한 최초의 논의를 제공한다. 예를 들어 위의 리그베다 원고 이미지에서 다섯 번째와 여섯 번째 줄에서 그것을 볼 수 있다.

사트야(산스크리트어: सत्य)는 진리, 또는 본질이라는 뜻으로 느슨하게 번역된 산스크리트어 낱말로, 인도계 종교에서의 미덕을 말하며, 자신의 생각, 말, 행동이 진실함을 의미한다. 요가에서 사트야는 5가지 야마 중 하나이며, 표현과 행동에서 현실의 거짓과 곡해를 미덕으로 억제하는 것이다.

## 참고 문헌
- Jain, Prof. S.A. (1992) [First edition 1960], 《Reality (English Translation of Srimat Pujyapadacharya's Sarvarthasiddhi)》 Seco판, Jwalamalini Trust,  이 문서는 퍼블릭 도메인 출처의 본문을 포함합니다.
- Sangave, Vilas Adinath (2006) [1990], 《Aspects of Jaina religion》 5판, Bharatiya Jnanpith, ISBN 8126312734
- Jain, Vijay K. (2012), 《Acharya Amritchandra's Purushartha Siddhyupaya: Realization of the Pure Self, With Hindi and English Translation》, Vikalp Printers, ISBN 978-8190363945,  이 문서는 퍼블릭 도메인 출처의 본문을 포함합니다.